# Алдобрандино III д’Есте
Вижте пояснителната страница за други личности с името Алдобрандино д’Есте.
Алдобрандино III д’Есте (на италиански: Aldobrandino III d'Este; * 14 септември 1335, Ферара; † 3 ноември 1361, пак там) от рода Есте е от 1352 г. до смъртта си господар на Ферара и на Модена.

## Произход
Той е син на Обицо III д’Есте (* 1294, † 1352) маркиз на Ферара и господар на Модена и на Парма, и на втората му съпруга Липа Ариости († 1347). Негови дядо и баба по бащина линия са Алдобрандино II д’Есте, господар на Модена, Лендинара, Ровиго и Есте, и Алда Рангони, а по майчина – Якопо Ариосто. Брат е на:
- Беатриче (* 1332; † 1387), княгиня на Анхалт-Цербст като съпруга на Валдемар I
- Алда (* 1333; † 1381), маркграфиня на Мантуа като съпруга на Луиджи (Лудовико) II Гонзага
- Риналдо (* 1334; † 1348)
- Николо II „Куция“ (* 1338; † 1388), господар на Ферара и Ровиго (1361 – 88), господар на Модена (1352 – 88), господар на Фаенца (1376 – 77), съпруг на Виридис дела Скала
- Ацо (* 1340; † 1349)
- Фолко (* 1342, † 1356/58) или извънбрачен
- Костанца (* 1343; † 1392) или извънбрачна, господарка на Римини като съпруга на Малатеста IV Малатеста
- Уго (* 1344; † 1370), съпруг на Констанца Малатеста
- Алберто V (* 1347; † 1393) или извънбрачен, господар на Ферара, Модена и Реджо (1361/88 – 93), основател на Ферарския университет (1391), съпруг на Джована ди Роберти и на Изота Алберезани

## Биография
Понеже е роден преди брака на родителите му, той е узаконен заедно с братята и сестрите си, родени преди брака, с папска була на папа Климент VI през 1346 г.
На 2 април 1352 г., след смъртта на баща си, той е провъзгласен за господар на Ферара. Опитва се да убеди братовчед си Франческо д'Есте, който живее във Венеция, след като е напуснал града и преди това е бил в Копаро, Адрия и Киоджа, като изпраща кмета на Ферара и Галеацо де Медичи. Опитът за помирение е неуспешен и Франческо д'Есте, потомък на Обицо II д'Есте, заедно с братовчед си Риналдо, син на Николо I д'Есте, се противопоставят на инвеститурата на новия маркиз на Ферара. Те получават подкрепата на Да Карара от Падуа, Малатеста от Римини и Гонзага от Мантуа. Алдобрандино на свой ред получава подкрепата на Кангранде II дела Скала.
През 1354 г., при пристигането на Карл IV Бохемски в Италия, е сред първите, които му отдават почит, като в замяна получава признаването на древните привилегии и инвеститури, както и отстъпката на Модена. Император Карл IV, господар на Бохемия и Германия, е на път за Рим за коронацията си по това време и Алдобрандино е сред първите, които се присъединяват към него, за да отдадат почит. Това печели на него и на Дом Есте признание с императорска диплома за първенство над Модена и Фриняно.
Между 1355 и 1358 г. влиза в конфликт с могъщата династия Висконти от Милано, но впоследствие всеки акт на официална агресия е прекъснат от договора за приятелство и взаимна подкрепа в случай на вражески атаки. В спора, който засяга Болоня и който вижда Бернабо Висконти и папа  Инокентий VI от противоположните страни, той обаче заема неутрални позиции и това му печели, от страна на папата, повторното потвърждение на викариата на Ферара.
През 1356 г. подкрепя Хил Алварес Карильо де Алборнос, испански кардинал и политик, срещу Франческо II Орделафи, господар на Форли. 
През 1351 г. се жени за Беатриче да Камино, дъщеря на Рицардо III да Камино, принадлежаща към аристократичен род от района на Тревизо.
Умира на 3 ноември 1361 г., докато е решен да води трудна политика на балансиране между Мантуа и Милано. Не може да остави властта на сина си Обицо, който е само на 5 г. Наследен е от брат си Николо II.

## В литературата
Алдобрандино III, заедно с братята си Николо и Алберто и баща си Обицо III, е споменат от Лудовико Ариосто в Песен III на поемата му „Бесният Орландо“.

## Брак и потомство
∞ 1351 за Беатриче да Камино († 1388), дъщеря на Рицардо VI да Камино, граф на Кенеда ди Сопра, господар на Тревизо, и на Верде дела Скала от Верона, от която има син и дъщеря:
- Верде/Виридис (Берта) д’Есте (* 27 април 1354, Ферара; † 20 август 1400, пак там), ∞ 14 юни 1377 за херцог Конрад V фон Tek (* 5 май 1361, † 9 юли 1386), от когото няма деца
- Обицо IV д'Есте (* 19 септември 1356, Ферара; † 1388), обезглавен с майка си заради заговор срещу чичо си Алберто V